# Cabo San Lucas
Cabo San Lucas é uma cidade do México localizada no extremo sul da península de Baja California e do estado da Baja California Sur. Frente às suas costas as águas do Golfo da Califórnia unem-se às do Oceano Pacífico. Sua localização geográfica é 22.88ºN 109.90ºW.
É uma delegação do município de Los Cabos na Baja California Sur, cuja capital é San José del Cabo, a população do município registrada no censo do ano de 2005 era de 164 162 habitantes.
A localidade e o município estão ligadas por rodovias que a ligam a cidade de La Paz capital do estado da Baja California Sur, conta também com o Aeródromo Internacional de Cabo San Lucas e o Aeroporto Internacional de Los Cabos.

## História
Cabo San Lucas, tinha outras designações os indígenas locais Pericues a chamavam de "Yenecami" e o pirata Thomas Cavendish de "Porto Seguro", no entanto se tornou Cabo San Lucas por imposição dos missionários.

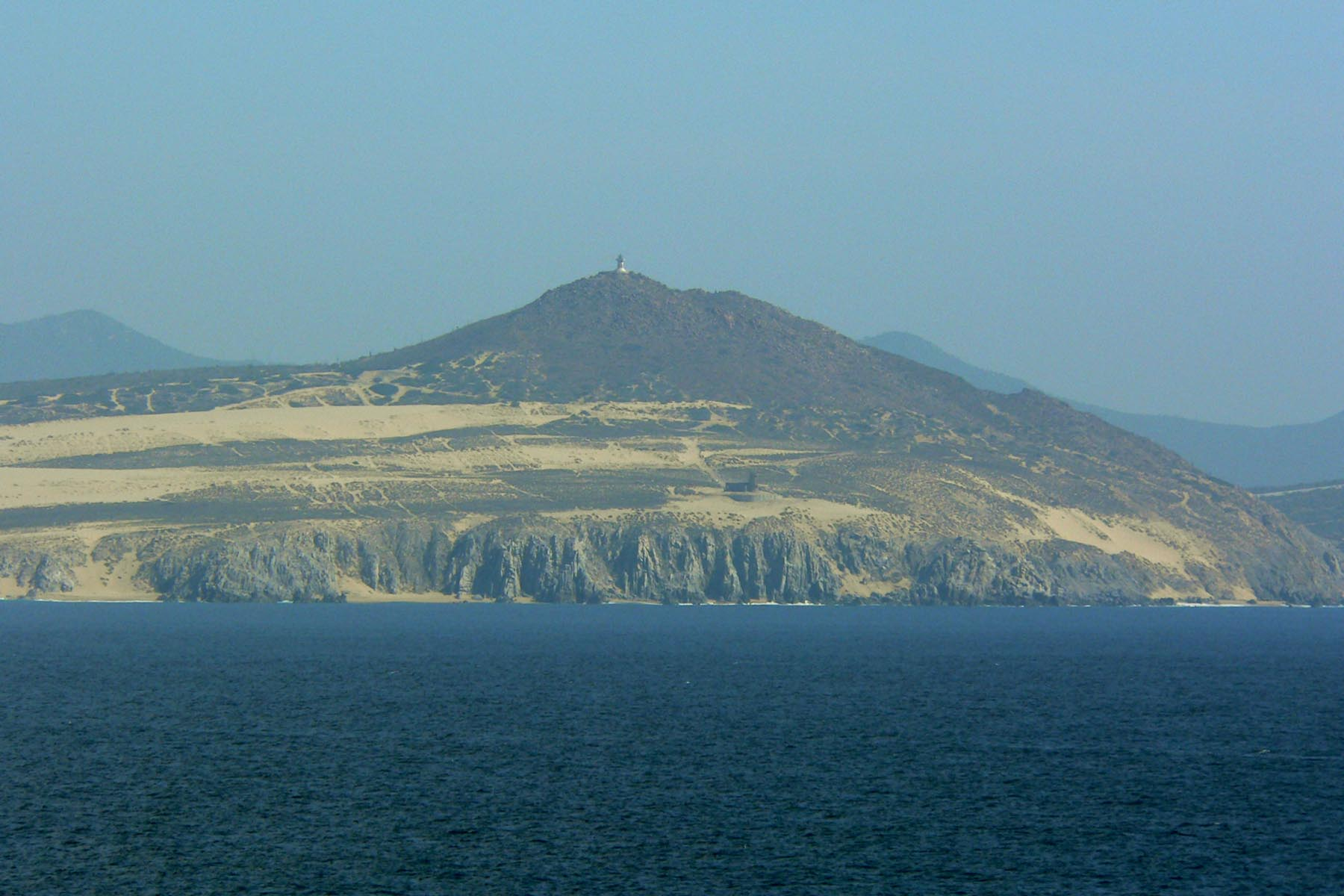
Farol Viejo

Se calcula que os primeiros grupos humanos chegaram a parte sul da península há 14,000 anos. A chegada dos primeiros europeus, que viviam na região eram de grupos nómades da tribo Pericú, que sobreviviam mediante economia de subsistência baseada no cultivo de frutos, sementes, raízes, moluscos que buscavam nas praias, também da pesca primitiva e da caça. Nesta zona se encontra um farol com mais de 100 anos de antiguidade, conhecido como "El Farol Viejo". O projetista, desenhador e executor da construção do Farol de Cabo Falso foi o engenheiro Joaquín Palácios Gómez, originário de Madrid, na Espanha. Ele chegou ao México com sua esposa Petra Magro, originária de Argamasilla de Calatrava, também na Espanha e seus filhos Joaquín e Roberto. Também há outras famílias fundadoras como os Leggs, Guillins, Chong, Ceseña, Castro, Tamayo, entre outras.
Se considera atualmente a Hernán Cortés como o descobridor da península de Baja California, ainda quando o primeiro europeu que desembarcou na região foi o piloto e navegante espanhol Fortún Jiménez que comandava o navio Concepción avistou e visitou no ano de 1534 a península, pensando ser uma ilha.
Os primeiros navegadores  frente a costa de Cabo San Lucas foram Hernán Cortés em 1535 e Juan Rodríguez Cabrillo em 1542.

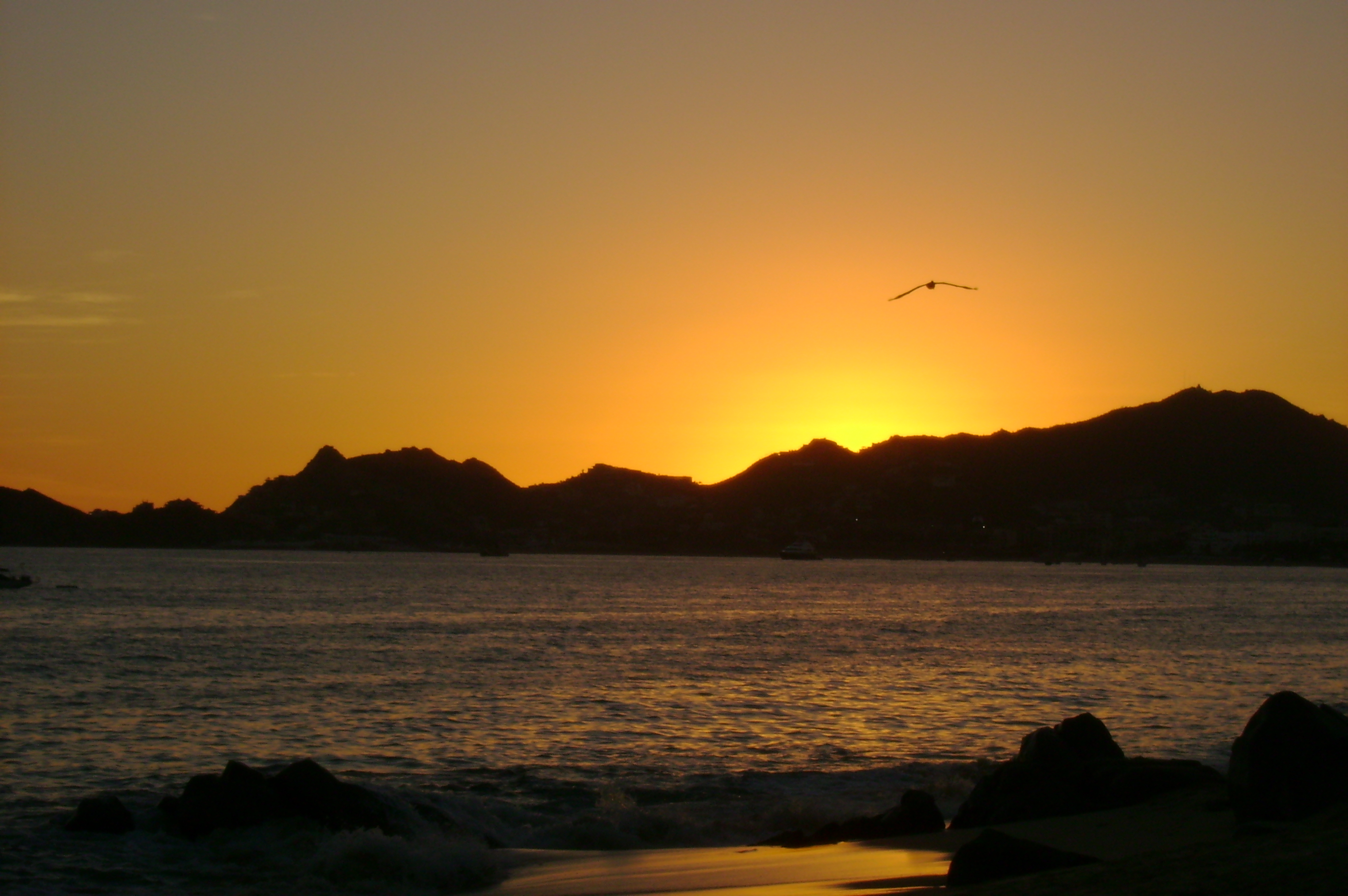
Entardecer em Cabo San Lucas

Em março de 1602 o vice rei Conde de Monterrey, Dom. Gaspar Zúñiga y Acevedo, nomeou a Sebastián Vizcaíno, general para dirigir a exploração do litoral californiano em busca de portos de refúgio para os galeões de Manila.
Desde do dia 5 de maio até o dia 21 de fevereiro de 1603, Vizcaíno guiou três navios, cujo nomes eram San Francisco, Santo Joseph e Tres Reyes. Navegaram desde do porto de Acapulco até mais ao norte de Cabo Mendocino na California em companhia dos cosmógrafos Géronimo Martí Palácios e o frade carmelita Antonio de la Ascensión, durante a viagem fixaram a topografia  dando nomes correspondentes aos lugares visitados, levantaram planos e prepararam cursos diários e detalhados da costa que serviriam para a navegação desses lugares até o final do século XVIII.
Seus planos para a costa da Califórnia são notáveis pela precisão e exatidão dos dados, foi nessa viagem exploratória que Cabo San Lucas foi nomeado como cidade.

## Turismo

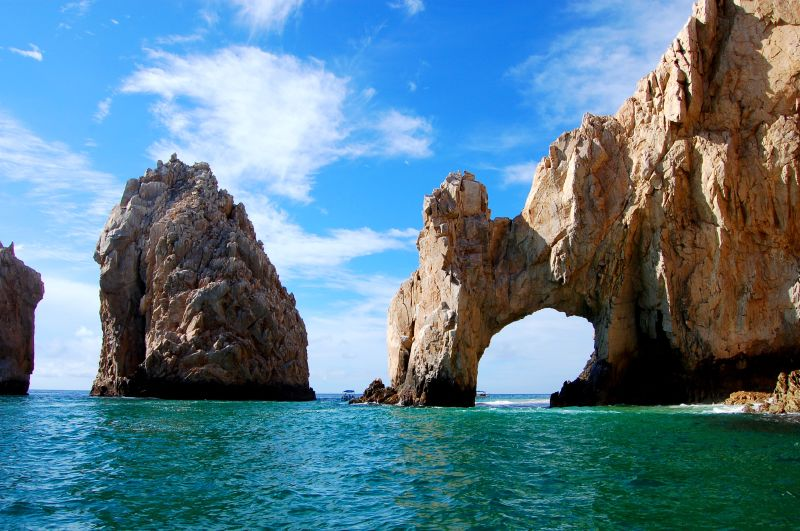
Os Arcos de Cabo San Lucas.

Cabo San Lucas tornou-se um de destino importante para férias e spa, com uma grande variedade de locais de interesse, e compartilha o tempo que foram construídos no litoral entre San Lucas e San José del Cabo. O distintivo O Arco de Cabo San Lucas é um marco local. Cabo San Lucas tem o maior torneio de pesca do marlim do mundo. No inverno, as viagens das baleias podem ser observadas no oceano. Elas carregam seus filhotes nas águas quentes lá.
A cidade é servida pelo Aeroporto Internacional de Los Cabos, e é também um popular porto de escala para muitos navios de cruzeiros. Cabo San Lucas tem um pequeno aeroporto internacional, que cuida do tráfego aéreo para voos da aviação geral e táxi aéreo.

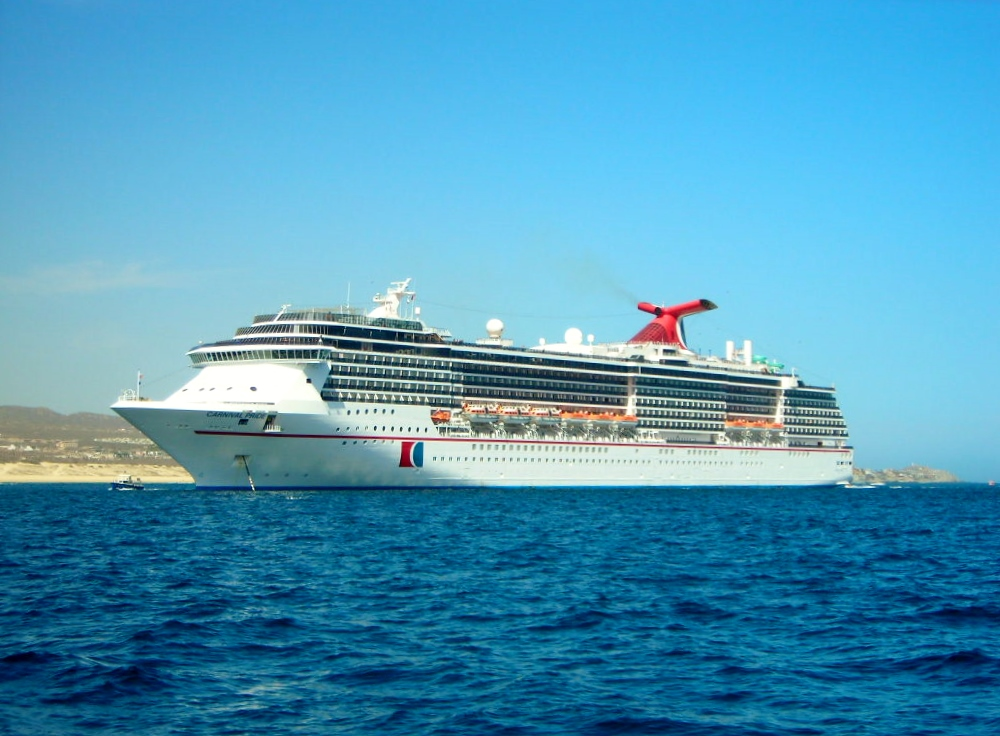
Navio de Cruzeiro em Cabo San Lucas

Em 1990 o roqueiro Sammy Hagar ex-Van Halen abriu uma boate e restaurante, o Cabo Wabo Cantina, com os três outros membros do Van Halen. Em meados dos anos 90, ele comprou a parte dos outros proprietários e seus companheiros de banda, e assumiu a propriedade total do clube. Ele é conhecido por tocar ao vivo no clube pelo menos uma vez por ano com sua banda, em seu aniversário dia 13 de outubro, suas mostras muitas vezes incluem muitos convidados famosos e amigos da indústria da música.
Outros clubes em Cabo incluem Mandala, El Squid Roe, Gigglin Marlin, Nowhere Bar, Bar Tiki, Los Suspeitos e o Bar Jungle.
A atmosfera de Cabo San Lucas tem estilo colonial descontraído e são ligados por um campo de golfe e resorts no corredor turístico que se estendem entre as cidades com 20 km de praias de areia branca e baías escarpadas. Com hotéis exclusivos e fechados, comunidades residenciais, atrai uma clientela grande de ricos e famosos que se hospedam sem problemas no meio desta paisagem maravilhosa, e compõem esta região conhecida como "Corredor". Muitos clubes e hotéis de Cabo San Lucas estão no roteiro de turismo sexual que atrai viajantes de todas as partes.
Muitas dessas propriedades, que são considerados alguns dos melhores resorts da América Latina, tornaram-se paraísos para as estrelas de Hollywood, e até mesmo presidentes durante o Cooperação Econômica da Ásia e do Pacífico (APEC). Entre os resorts do corredor incluem-se o One and Only Palmilla, o Esperanza e Las Ventanas.

## Clima
| Dados climatológicos para Cabo San Lucas | Dados climatológicos para Cabo San Lucas | Dados climatológicos para Cabo San Lucas | Dados climatológicos para Cabo San Lucas | Dados climatológicos para Cabo San Lucas | Dados climatológicos para Cabo San Lucas | Dados climatológicos para Cabo San Lucas | Dados climatológicos para Cabo San Lucas | Dados climatológicos para Cabo San Lucas | Dados climatológicos para Cabo San Lucas | Dados climatológicos para Cabo San Lucas | Dados climatológicos para Cabo San Lucas | Dados climatológicos para Cabo San Lucas | Dados climatológicos para Cabo San Lucas |
| Mês                                      | Jan                                      | Fev                                      | Mar                                      | Abr                                      | Mai                                      | Jun                                      | Jul                                      | Ago                                      | Set                                      | Out                                      | Nov                                      | Dez                                      | Ano                                      |
| ---------------------------------------- | ---------------------------------------- | ---------------------------------------- | ---------------------------------------- | ---------------------------------------- | ---------------------------------------- | ---------------------------------------- | ---------------------------------------- | ---------------------------------------- | ---------------------------------------- | ---------------------------------------- | ---------------------------------------- | ---------------------------------------- | ---------------------------------------- |
| Temperatura máxima média (°C)            | 30                                       | 23                                       | 25                                       | 27                                       | 30                                       | 31                                       | 34                                       | 35                                       | 34                                       | 30                                       | 28                                       | 25                                       | 29                                       |
| Temperatura mínima média (°C)            | 12                                       | 12                                       | 13                                       | 14                                       | 16                                       | 18                                       | 22                                       | 23                                       | 23                                       | 20                                       | 17                                       | 14                                       | 17                                       |
| Precipitação (mm)                        | 5                                        | 27                                       | 0                                        | 0                                        | 0                                        | 5                                        | 10                                       | 30                                       | 35                                       | 15                                       | 12                                       | 27                                       | 170                                      |
| Fonte: InsideWeather 24/03/2010          |                                          |                                          |                                          |                                          |                                          |                                          |                                          |                                          |                                          |                                          |                                          |                                          |                                          |